# Лемба (Киншаса)
Лемба (фр. Lemba, лингала Lémba) — коммуна города Киншаса, столицы Демократической Республики Конго.

## Описание
Лемба является одной из 24 коммун, которые являются административными единицами Киншасы. Она расположена в районе Мон-Амба в южной части города. Её площадь 23,70 км², а население составляет 349 838 человек (по оценкам 2004 года).
Администрацию Лембы возглавляет назначенный правительством бургомистр. По состоянию на 2020 год бургомистром является Жан Нсака Бекаджва.
В списках избирателей в этой коммуне числится 206 900 человек, это избирательный округ как для выборов в муниципальный совет из одиннадцати членов, так и для двух депутатов провинциального собрания Киншасы. Эти выборы проводятся по открытым спискам.
На юге коммуны находится Университет Киншасы.